# Проскуринська сільська рада
Проску́ринська сільська рада (рос. Проскуринский сельский совет) — сільське поселення у складі Бузулуцького району Оренбурзької області Росії.
Адміністративний центр — село Проскурино.

## Населення
Населення — 653 особи (2019; 816 в 2010, 1007 у 2002).

## Склад
До складу сільської ради входять:
| Населений пункт         | Населення, осіб (2002) | Населення, осіб (2010) |
| ----------------------- | ---------------------- | ---------------------- |
| Краснодольський, селище | 56                     | 33                     |
| Новодубовка, село       | 159                    | 121                    |
| Проскурино, село        | 792                    | 662                    |